# Fecht-Panamerikameisterschaften
Die Fecht-Panamerikameisterschaften sind ein jährlich stattfindendes Sportereignis, bei dem die Panamerikameister in den drei Fechtgattungen Florett, Degen und Säbel ermittelt werden, wobei noch nach Einzel- und Mannschaftswettbewerb sowie Damen und Herren unterschieden wird. Veranstalter ist die Confederación Panamericana de Esgrima.
Die ersten Fecht-Panamerikameisterschaften fanden 2006 in Valencia in Venezuela statt. Diese Austragung war die einzige, in der noch keine Mannschaftswettbewerbe im Degen- und Säbelfechten stattfanden. Dominierende Nation bei den Panamerikameisterschaften sind die Vereinigten Staaten, dessen Sportler bereits über 100 Titel gewannen.

## Veranstaltungen
- 2006: Valencia ( Venezuela)
- 2007: Montreal ( Kanada)
- 2008: Santiago de Querétaro ( Mexiko)
- 2009: San Salvador ( El Salvador)
- 2010: San José ( Costa Rica)
- 2011: Reno ( Vereinigte Staaten)
- 2012: Cancún ( Mexiko)
- 2013: Cartagena ( Kolumbien)
- 2014: San José ( Costa Rica)
- 2015: Santiago de Chile ( Chile)
- 2016: Panama-Stadt ( Panama)
- 2017: Montreal ( Kanada)
- 2018: Havanna ( Kuba)
- 2019: Toronto ( Kanada)
- 2022: Asunción ( Paraguay)
- 2023: Lima ( Peru)
- 2024: Lima ( Peru)
- 2025: Rio de Janeiro ( Brasilien)

## Medaillenspiegel
| Platz  | Land               | Gold | Silber | Bronze | Gesamt |
| ------ | ------------------ | ---- | ------ | ------ | ------ |
| 1      | Vereinigte Staaten | 119  | 57     | 82     | 257    |
| 2      | Kanada             | 15   | 53     | 56     | 124    |
| 3      | Venezuela          | 15   | 24     | 39     | 78     |
| 4      | Kuba               | 7    | 4      | 11     | 22     |
| 5      | Brasilien          | 3    | 11     | 20     | 34     |
| 6      | Argentinien        | 3    | 3      | 12     | 19     |
| 7      | Mexiko             | 2    | 7      | 15     | 24     |
| 8      | Kolumbien          | —    | 3      | 4      | 7      |
| 9      | Panama             | —    | 2      | 1      | 3      |
| 10     | Chile              | —    | —      | 4      | 4      |
| 11     | Paraguay           | —    | —      | 1      | 1      |
| 11     | Puerto Rico        | —    | —      | 1      | 1      |
| Gesamt | Gesamt             | 164  | 164    | 248    | 576    |